# Walter Hohlweg
Walter Hohlweg (* 10. Oktober 1902 in Wien; † 1992 in Graz) war ein Endokrinologe.

## Leben
Im Alter von 24 Jahren begann er seine berufliche Laufbahn als Endokrinologe. 1928 trat er seine Tätigkeit bei der Schering AG an. Bereits zwei Jahre später wurde er Leiter der Abteilung für Hormonforschung. Nach dem Zweiten Weltkrieg übernahm er die Leitung des Laboratoriums der Universitätsfrauenklinik der Charité. 1952 wurde er Professor der Endokrinologie an der Humboldt-Universität zu Berlin und von 1962 bis 1973 war er Leiter der Hormonlabors an der Universitäts-Frauenklinik Graz.

## ZNS-Arbeit
Am 20. Februar 1932 veröffentlichten Hohlweg und Junkmann aus dem Hauptlaboratorium der Schering-Kahlbaum AG in Berlin eine klassische Arbeit, in der sie experimentell nachweisen, dass die gonadotrope Funktion der Hypophyse von einem Zentrum im zentralen Nervensystem (ZNS) gesteuert ist. Hohlweg und Junkmann nehmen an, dass vegetative Nerven das ZNS mit der Hypophyse verbinden. Durchtrennung des Sympathikus und Verabreichung von Parasympathikolytika lassen die Autoren an ein parasympathisches Zentrum denken. Heute wissen wir, dass das von Hohlweg und Junkmann postulierte Zentrum im Zwischenhirn liegt und die Verbindung von dort zur Hypophyse nicht nerval, sondern humoral ist. Hohlweg selber erwähnt Bernhard Aschners Pionierleistung in der Hypophysen-/Hypothalamus-Forschung von 1912 noch nicht.

### Gesellschaftspolitische Einflüsse
Einerseits wird in diesem Zusammenhang gefragt, ob zeitgenössische (Sozial-)Ökonomie und (Gesellschafts-)Politik (Erster Weltkrieg) als Bedingungsfaktoren Anteil an der um 20 Jahre verzögerten Entwicklung der Sexualhormone hatten, andererseits waren die klinischen Entwicklungen in Anbetracht der enormen Kosten nicht finanzierbar. Auch standen z. B. Pituitrin-Kuren noch im experimentellen Stadium.

### Entwicklung des Estrogen
Erst 1938 entwickelte Hohlweg gemeinsam mit Hans Herloff Inhoffen das bis heute oral wirksamste Estrogen, das Ethinylestradiol. Damit konnte abgesehen werden, dass Hohlweg zu den Vätern der „Pille“ zählen wird.

### Regelkreise (Rückkopplung)
1932 wurde von Hohlweg und Junkmann ein Dreiecksschema verwendet, in dem die Beziehungen zwischen Keimdrüse (Ovarium), Hypophyse und Zentralnervensystem (ZNS) visualisiert wurde.
Verminderung oder Ausfall des Keimdrüsenhormons steigert über das Sexualzentrum im ZNS die hypophysäre Hormonproduktion, während Sättigung mit Sexualhormon auf gleichem Wege die hypophysäre Sekretion hemmt. Die Verbindung zwischen dem Zentralnervensystem und der Hypophyse denken sich Hohlweg und Junkmann 1932 als zentrifugal verlaufende nervale Verknüpfung.

## Endokrines ZNS-Zentrum
Die Rolle des endokrinen Hypothalamus in diesem Regelkreise (Rückkopplungs, feedback systems) wurde durch den Nachweis, dass Hoden Hormone, nach der Transplantation in andere Stellen des Körpers, so lange weitersezernieren, wie die Hypophyse intakt ist, während transplantierte Hypophysen diese Fähigkeit verlieren.

## Eponym
Hohlweg-Effekt: Bei Nagetieren durch Östrogenstoß provozierbare Freisetzung von luteinisierendem Hormon, die auf Rückkopplung beruht (Rebound-Effekt), über das Hypophysenzwischenhirnsystem ausgelöst und von Ovulation u. Gelbkörperbildung gefolgt wird (luteinisierendes Hormon; Ovulation; Rebound-Effekt).

## Walter-Hohlweg-Preis
Ein nach ihm benannter Preis wird alle zwei Jahre von der Deutschen Gesellschaft für Gynäkologie und Geburtshilfe vergeben, bis 2008 im Rahmen der Schering-Stiftung.